# 4-Fitaza
4-fitaza (EC 3.1.3.26, 6-fitaza (ime bazirano na 1L sistemu numeridanja), fitaza, fitat 6-fosfataza, mio-inozitol-heksakisfosfat 6-fosfohidrolaza (ime bazirano na 1L sistemu numeridanja)) je enzim sa sistematskim imenom mio-inozitol-heksakisfosfat 4-fosfohidrolaza. Ovaj enzim katalizuje sledeću hemijsku reakciju
mio-inozitol heksakisfosfat + 2O {\displaystyle \rightleftharpoons } 1D-mio-inozitol 1,2,3,5,6-pentakisfosfat + fosfat

## Spoljašnje veze
- 4-phytase на 